# Блок 9а
Блок 9а је насеље које се налази на Новом Београду и једним делом у општини Земун

## Опште информације
Насеље се граничи са блоковима 8, 9б и 11ц, а са источне стране преко улице излази на Земунски кеј и реку Дунав. Оивичено је улицама Булевар Николе Тесле, Џона Кенедија, Булевар Михајла Пупина и Булевар маршала Толбухина. Кроз насеље пролазе и улице Палмира Тољатија, Кларе Цеткин и Грамшијева. Од центра Београда, Блок 9а удаљен је 1,5 км.